# Microgonia rufaria
Microgonia rufaria är en fjärilsart som beskrevs av W. Warren 1901. Microgonia rufaria ingår i släktet Microgonia och familjen mätare. Inga underarter finns listade i Catalogue of Life.